# Batalla de Hanoi (1946)
La batalla de Hanoi fou l'incident militar que inicià la Guerra d'Indoxina, el 19 de desembre de 1946 a la ciutat de Hanoi. L'enfrontament a Hanoi s'allargà fins al 18 de febrer de l'any següent.
Després de l'incident de Haiphong, el novembre, el Viet Minh, dirigit per Ho Chi Minh, va decidir llançar un atac per alliberar la ciutat de Hanoi del domini francès. El Viet Minh va disposar diversos explosius, després de passar-los d'amagat davant dels guàrdies de l'exèrcit francès, a la central elèctrica de la ciutat. A les 20.03, van detonar; l'explosió va submergir Hanoi en la foscor i a tota la ciutat, el Viet Minh va començar a atacar posicions militars i cases franceses. Les tropes franceses supervivents van anar obtenint progressivament una certa superioritat numèrica. L'artilleria francesa va bombardejar la ciutat i es van realitzar recerques casa per casa buscant els líders del Viet Minh.
La superioritat francesa en potència de foc va obligar el Viet Minh a retirar-se a les muntanyes a 80 quilòmetres al nord de Hanoi. No obstant això, els francesos encara van trigar dos mesos a aconseguir un control complet de la ciutat, cosa que va donar temps suficient perquè el Viet Minh evacués tots els seus quarters generals i la majoria de les seves forces principals. Després d'expulsar el Viet Minh de la ciutat, els francesos van exigir-ne la rendició, cosa que els líders vietnamites van refusar. Els Estats Units, alarmats per l'incident, van enviar l'abat Low Moffat en una missió especial a Saigon i Hanoi per plantejar un referèndum negociat. Tanmateix, la constatació que el Viet Minh no acceptaria cap compromís i el fet que els Estats Units no volien fer de mitjancer formal entre les dues parts, va fer que els Estats Units abandonessin la idea.